# Sirijski hibiskus
Sirijski hibiskus (lat. Hibiscus syriacus) je cvjetni grm iz porodice Malvaceae (Sljezovke). Potječe, unatoč nazivu iz Koreje, a ne iz Sirije. Kod nas se sadi kao ukrasna vrtna billjka. Sasvim mladi listovi i cvjetovi su jestivi.
U Koreji od listova   priređuju čaj.Kinezi koriste koru i   cvjetove u   svojoj tradicionalnoj medicini.

## Opis
Listopadni je grm ili malo stablo, poznat i kao Sharonova ruža i grmolika althaea, (Hibiscus syriacus, ili Althaea syriaca). Pripada porodici hibiskusa ili sljeza (Malvaceae), podrijetlom iz istočne Azije, ali široko se sadi kao ukras zbog svojih upadljivih cvjetova. Može doseći visinu od 3 metra (10 stopa) i općenito poprima naviku nisko razgranatog piramidalnog rasta. Trubasti cvjetovi nalik sljezu variraju u različitim varijantama od bijele i ružičaste boje lavande do ljubičaste, uglavnom s grimiznom bazom; određene sorte imaju dvostruke cvjetove. Hypericum calycinum, iz obitelji Clusiaceae, također se naziva šaronova ruža.

## Kultivirane odlike
- 'Oiseau Bleu'('Blue Bird')[4] (cvjetovi plavo-ljubičasti)
- 'Red Heart'[5] (bijeli cvjetovi,sredina crvena)
- 'William R. Smith'[6] (bijeli cvjetovi)
- 'Woodbridge'[7] (ružičasti cvjetovi)

## Sinonimi
- Althaea frutex Mill.
- Hibiscus arborescens Gaterau
- Hibiscus chinensis DC.
- Hibiscus floridus Salisb.
- Hibiscus rhombifolius Cav.
- Hibiscus syriacus var. micranthus Y.N.Lee & K.B.Yim
- Hibiscus syriacus var. syriacus
- Ketmia arborea Moench
- Ketmia syriaca (L.) Scop.
- Ketmia syrorum Medik.

## Vanjske poveznice
http://www.pfaf.org/user/plant.aspx?LatinName=Hibiscus+syriacus